# Saison 3 de NCIS: Hawaiʻi
 (février 2024).
La mise en forme du texte ne suit pas les recommandations de Wikipédia : il faut le « wikifier ».
Les points d'amélioration suivants sont les cas les plus fréquents. Le détail des points à revoir est peut-être précisé sur la page de discussion.
- Les titres sont pré-formatés par le logiciel. Ils ne sont ni en capitales, ni en gras.
- Le texte ne doit pas être écrit en capitales (les noms de famille non plus), ni en gras, ni en italique, ni en « petit »…
- Le gras n'est utilisé que pour surligner le titre de l'article dans l'introduction, une seule fois.
- L'italique est rarement utilisé : mots en langue étrangère, titres d'œuvres, noms de bateaux, etc.
- Les citations ne sont pas en italique mais en corps de texte normal. Elles sont entourées par des guillemets français : « et ».
- Les listes à puces sont à éviter, des paragraphes rédigés étant largement préférés. Les tableaux sont à réserver à la présentation de données structurées (résultats, etc.).
- Les appels de note de bas de page (petits chiffres en exposant, introduits par l'outil «  Source ») sont à placer entre la fin de phrase et le point final[comme ça].
- Les liens internes (vers d'autres articles de Wikipédia) sont à choisir avec parcimonie. Créez des liens vers des articles approfondissant le sujet. Les termes génériques sans rapport avec le sujet sont à éviter, ainsi que les répétitions de liens vers un même terme.
- Les liens externes sont à placer uniquement dans une section « Liens externes », à la fin de l'article. Ces liens sont à choisir avec parcimonie suivant les règles définies. Si un lien sert de source à l'article, son insertion dans le texte est à faire par les notes de bas de page.
- La présentation des références doit suivre les conventions bibliographiques. Il est recommandé d'utiliser les modèles {{Ouvrage}}, {{Chapitre}}, {{Article}}, {{Lien web}} et/ou {{Bibliographie}}. Le mode d'édition visuel peut mettre en forme automatiquement les références.
- Insérer une infobox (cadre d'informations à droite) n'est pas obligatoire pour parachever la mise en page.

Pour une aide détaillée, merci de consulter Aide:Wikification.
Si vous pensez que ces points ont été résolus, vous pouvez retirer ce bandeau et améliorer la mise en forme d'un autre article.
Chronologie
Saison 2
Cet article présente le guide des épisodes de la troisième et dernière saison de la série télévisée américaine NCIS: Hawaiʻi.

## Distribution

### Acteurs principaux
- Vanessa Lachey (VF : Claire Morin) : Jane Tennant
- Alex Tarrant (VF : Baptiste Marc) : Kai Holman
- Noah Mills (VF : Thomas Roditi) : Jesse Boone
- Yasmine Al-Bustami (VF : Aurélie Konaté) : Lucy Tara
- Jason Antoon (en) (VF : Mathieu Buscatto) : Ernie Malik
- Tori Anderson (VF : Hélène Bizot) : Kate Whistler
- LL Cool J (VF : Sidney Kotto) : Sam Hanna

### Acteurs récurrents
- Seana Kofoed (en) (VF : Bénédicte Charton) : Carla Chase
- Kian Talan (VF : Andrea Santamaria) : Alex Tennant
- Sharif Atkins (VF : Raphaël Cohen) : Sergent Norman « Boom Boom » Gates
- Henry Ian Cusick : John Swift
- Nick Creegan : Agent Sam Crichton
- David Meunier : Alexi Volkoff

### Invités
- Mark Gessner (en) (VF : Cédric Ingard) : Agent Neil Pike
- Julie White (VF : Marie-Martine) : Maggie Shaw

## Liste des épisodes
1. Le chat et les souris
2. Le chimiste
3. L'amour du risque
4. Morte à l'arrivée
5. Servir et protéger
6. Opération Red Rabbit
7. Instinct de survie
8. Dans la nature
9. Confidences empoisonnées
10. Divisés pour mieux régner

### Épisode 1:Le chat et les souris
- États-Unis : 12 février 2024 sur CBS

- États-Unis : 5,55 millions de téléspectateurs[1]

- Nick Creegan : Agent Sam Crichton
- Anna Khaja : Marcia Adler
- Victor Alfieri : Furio
- Elise Robertson : Psychologue
- Kevin Yamada : Médecin
- Matt Gottlieb : Homme
- Todd Sells : Josh Moore
- Lauren Ballesteros : Lydia Gant
- Daniel Blake : Gil Gant
- Jax Buresh : Hammond Gant

### Épisode 2:Le chimiste
- États-Unis : 19 février 2024 sur CBS

- États-Unis : 5,22 millions de téléspectateurs[2]

- Nick Creegan : Agent Sam Crichton
- David Meunier : Alexi Volkoff
- Michael Hake : Jaxon Kekoa
- Eugene Prokofiev : Walter Pimm
- Will Allan : Milton Blanc
- Frederick Koehler : Henry West
- Jennifer Ingrum : Hôtesse
- Lauren Ballesteros : Lydia Gant
- Daniel Blake : Gil Gant
- Jax Buresh : Hammond Gant

### Épisode 3:L'amour du risque
- États-Unis : 26 février 2024 sur CBS

- États-Unis : 5,40 millions de téléspectateurs[3]

- Bill Dawes : T.J. Shaw
- Carter Glade : Darrow
- Natalee Linez : Gina Martinez
- Gino Woulard : Xavier Duvall
- Joanna DeLane : Officier du HPD
- J.B. Piernas Jr. : Garde #1

### Épisode 4:Morte à l'arrivée
- États-Unis : 4 mars 2024 sur CBS

- États-Unis : 5,40 millions de téléspectateurs[4]

- Patrick Mulvey : Frank Howell
- John Marshall Jones : George Conrad
- Brian DeRozan : Marco Cano

### Épisode 5:Servir et protéger
- États-Unis : 25 mars 2024 sur CBS

- États-Unis : 4,82 millions de téléspectateurs[5]

- David Meunier : Alexi Volkoff
- Peyton List : Camille Davies
- Masha Mashkova : Tatyana Sokolova
- Egle Petraite : Nino Eliava
- Rustic Bodomov : Vicktor
- Vadym Krasnenko : Chef des mercenaires

### Épisode 6:Opération Red Rabbit
- États-Unis : 1er avril 2024 sur CBS

- États-Unis : 4,98 millions de téléspectateurs[6]

- Noah Bean : Tyler Bingham
- Brianna Brown : Talia
- Lesli Margherita (en) : Sharon Waters
- Chelle Ramos : Jill Lee
- Rich Ceraulo Ko : Commandant Jack Spence
- Linda Castro : Mme Potts
- Grant Raymond Cooper : Homme au bar

### Épisode 7:Instinct de survie
- États-Unis : 15 avril 2024 sur CBS

- États-Unis : 5,39 millions de téléspectateurs[7]

- Stacie Greenwell : Ranger Jo Heath
- O'Shay Neal : Sergent Clint Osborne
- Will Rothhaar : Sergent Braden Kirk
- Celeste Oliva : Femme dans les bois
- Sean Carrigan (en) : Lieutenant-colonel Reed
- Annie Tedesco : Patronne du bar

### Épisode 8:Dans la nature
- États-Unis : 22 avril 2024 sur CBS

- États-Unis : 5,12 millions de téléspectateurs[8]

- Brandon Fobbs : Sergent-Maître Caleb Latham
- Nikiva Dionne : Sadie Latham
- Rachelle Goulding : Lana Kyle
- John Patrick Jordan : Brock Overton
- Hualalai Chung : Task Rabbit
- Dalex Miller : Marlon Vega

### Épisode 9:Confidences empoisonnées
- États-Unis : 29 avril 2024 sur CBS

- États-Unis : 5,07 millions de téléspectateurs[9]

- David Meunier : Alexi Volkoff
- Rachel Marsh : Dr. Analisa Cruz
- Jake Allyn : Nouveau Jesse
- Vivian Lamolli : Rosemary
- Joseph Lee Anderson : Thyme
- Raphael Corkhill : Milos Vukicevic
- Nikolai Tsankov : Lev Fedorov
- Zane Stephens : Barry
- Mark Beltzman : Boucher

### Épisode 10:Divisés pour mieux régner
- États-Unis : 6 mai 2024 sur CBS

- États-Unis : 5,41 millions de téléspectateurs[10]

- Rachel Marsh : Dr. Analisa Cruz
- Raphael Corkhill : Milos Vukicevic
- Jake Allyn : Nouveau Jesse
- Martin Harris : Commandant
- Lars Slind : Soldat de l'unité spéciale antiterroriste serbe (SAJ)
- Shania Lei Bravo : Maria Flores
- Cassie Jo Craig : Vigile de l'hôtel
- Irie Love : Irie Love
- Joseph Lee Anderson : Thyme (non-crédité)
- Vivian Lamolli : Rosemary (non-créditée)